# Francesca Dallapé
Francesca Dallapé (Trento, 24 de junho de 1986) é uma saltadora italiana, especialista no trampolim, medalhista olímpica 

## Carreira

### Rio 2016
Francesca Dallapé representou seu país nos Jogos Olímpicos de Verão de 2016, na qual conquistou uma medalha de prata, no trampolim sincronizada com Tania Cagnotto. 